# Коновалов, Александр Николаевич (предприниматель)
Алекса́ндр Никола́евич Конова́лов (род. 31 марта 1981, Гаджиево, Мурманская область) — русский предприниматель в сфере ресторанного бизнеса, владелец более 200 баров, кальянных и ресторанов в Санкт-Петербурге, соучредитель сети салонов красоты «Леди», существовавшей в 2000-х сети пышечных и пельменных «Весёлый пекарь».
Создатель «Карты сопротивления», в которую входили рестораны и бары, игнорировавшие официальные ограничительные меры для заведений общепита Петербурга в конце 2020 года. Лидер движения против QR-кодов (2022 год).

## Биография
Александр Коновалов родился в семье военного в Мурманской области в закрытом рабочем посёлке Гаджиево 31 марта 1981 года. Родители, как заявлял Александр, жили очень скромно. В 90-е зарплату отцу Александра не платили по полгода, мясо будущий предприниматель по его же словам попробовал впервые в 17-летнем возрасте.
В 1998 году в самый разгар кризиса семья Коноваловых переехала в Санкт-Петербург, где Александр поступил на учёбу в Санкт-Петербургский университет МВД на факультет подготовки оперативных работников. Будущий предприниматель в 2002 году закончил кафедру оперативно-розыскной деятельности ОВД.
Первые деньги Александр заработал во время местных выборов, устроившись на работу в штабы сразу десятка конкурировавших между собой кандидатов в депутаты Законодательного собрания Петербурга, и получая в каждой из них вознаграждение за уничтожение агитационных материалов конкурентов.
Первый бизнес Александр организовал в 19-летнем возрасте, будучи курсантом и открыв в Колпино салон по продаже мобильных телефонов. К моменту окончания молодым предпринимателем ВУЗа, его сеть насчитывала 11 розничных точек в городе и области и зарабатывал он в десятки раз больше средней зарплаты милиционера.
После получения высшего образования, продолжая вести бизнес, Александр начал работать по специальности и поступил на работу в органы милиции Санкт-Петербурга оперуполномоченным уголовного розыска 28-го отдела Центрального РУВД, где проработал около года. После увольнения из органов Александру пришлось закрыть бизнес, т.к. после потери им места в милиции его торговые точки стали подвергаться грабежам. Александр перешёл на работу в сеть «Пятёрочка» на должность заместителя управляющего и работал в пяти магазинах.
В 2003 году Коновалов стал соучредителем и руководителем целого ряда заведений Санкт-Петербурга: крупнейшей в городе сети салонов красоты «Леди», насчитывающей 62 салона, сети пышечных и пельменных «Весёлый пекарь», насчитывавшей 15 заведений к моменту своего закрытия в начале 2010-х годов, двух саун «Карамаджа», баров, ресторанов.
В начале 2010-х годов в работе Коновалова появилось новое направление, которое его партнеры и он сам именуют «решением вопросов». Коновалов закрывал проблемы по полицейским проверкам, пожарным, налоговой: договаривался, либо брал штрафы на себя. Юридически «решение вопросов» оформлялось так, что Коновалов выступал арендатором или субарендатором помещения, в котором работает заведение, и соответственно этому становится ответчиком в судах по любым претензиям к работе заведений. На него же ложились штрафы, связанные с пожарной безопасностью, продажей алкоголя без лицензии, привлечением рабочих без разрешения на работу и другими нарушениями закона. За доступ к партнёрству с Коноваловым предприниматели платили от 1000 рублей в день. Александр Коновалов, комментируя «Медузе» этот аспект своей деятельности, объяснял, что правильнее здесь говорить о партнёрстве, в котором он и его компаньоны разделяют ответственность и отвечают за разные области работы: Коновалов решает вопросы организационно-технического характера, его партнёры — вопросы закупки и сбыта. Точки, аффилированные с Коноваловым, несмотря на нарушения, не закрывали, но довольно часто штрафовали: по данным СПАРК, с 2011 года на ИП «Коновалов Александр Николаевич» было подано около 50 исков за нарушение требований к производству, обороту, продаже спиртосодержащей продукции или нарушение законодательства о государственной регистрации. Сам Коновалов сообщал, что на штрафы уходила большая часть платы партнёров за вход под его опеку. Общая сумма штрафов, выписанных на ИП Коновалова, по данным СПАРК, превысила 2,6 млн рублей. По словам Коновалова, «решение вопросов» — не основная его деятельность, хотя и весьма существенная (до 40 %), и ею он занимается в первую очередь для спасения петербургского малого бизнеса, а не ради денег, т.к. эта работа приносит очень много проблем, и львиная доля выручки уходит на погашение штрафов: «если все будут выполнять все правила, бизнеса просто не станет» — объясняет Александр свою мотивацию этой области его деятельности.
В конце 2000-х годов Александр Коновалов организовал проект уличной торговли по продаже «кофе с собой» с «минивэнов на улицах Санкт-Петербурга. К 2016 году в центре города работало 20 машин Коновалова. С контролирующими органами работа машин-кофеен при этом не согласовывалась. Деловой Петербург» в 2016 году годовой оборот организаций, связанных с Александром Коноваловым, оценивал в 3 — 4 млрд руб. А в 2018 году в личной собственности или в управлении предпринимателя сосредоточились активы стоимостью свыше 1 млрд руб. В 2016 — 2017 годах «Деловой Петербург» включало Коновалова в рейтинги петербургских миллиардеров с состоянием в 1,23—1,33 млрд руб.

### Во главе протеста

#### «Карта сопротивления»
После введения в Санкт-Петербурге в 2020 году «ковидных» ограничений, Александр Коновалов возглавил сопротивление рестораторов властям. Во время первой волны 4-месячного локдауна 2020 года предприятия Коновалова возобновили работу, не дожидаясь разрешения властей. Во время второй волны бизнесмен отрыто игнорировал «комендантский час» для предприятий общепита. Ночью 8 декабря, после того, как 2 декабря 2020 появилась информация, что губернатором Бегловым решено полностью запретить работу ресторанов с 30 декабря 2020 по 3 января 2021 года, а с 25 по 29 декабря и с 4 по 10 января запретить их работу в вечернее и ночное время, и окончились безрезультатно попытки обсудить с губернатором и администрацией Санкт-Петербурга адекватность нововведений, Александр Коновалов создал неформальное объединение, выступавшее против вводимых мер и планировавшее игнорировать запрет работы ресторанов и баров в конце декабря 2020 — начале января 2021 года, так называемую «Карту сопротивления». В интервью Forbes Александр тогда так прокомментировал решение властей:

Новые меры ввели с целью уничтожить экономику города, это проявление слабости, некомпетентности и трусости Беглова. Чтобы по принципу «как бы чего не вышло» доложить наверх о том, что меры приняты.— А. Н. Коновалов
Задачей своего начинания Коновалов видел привлечение внимания к проблеме и поэтому призывал коллег по бизнесу присоединяться к инициативе и игнорировать запрет властей на работу баров и ресторанов после 23:00 как можно большим числом заведений: запрет принёс бы рестораторам многомиллионные убытки по возвратам внесённых ранее предоплат за корпоративы, средства по которым владельцами заведений уже были потрачены из-за ограничений в связи с весенне-летними локдаунами 2020 года.
Инициативу Александра поддержали владельцы баров «Базара нет» Константин Савченко, «Поднебесная» Николай Корсаков, хозяин PRAVDA7 Александр Яковлев и другие, всего около сотни заведений, к которым по данным инициаторов сопротивления ещё 3 сотни должны были присоединиться и отметиться на карте в ближайшие дни. Инициатор движения рассчитывал, что в условиях, когда будет работать, несмотря на ограничения, весь Петербург, власти просто не хватит сил на проверки, и Беглов в конце концов «оставит из в покое». Однако власти в следующую же ночь ответили на действия Коновалова рейдами Следственного комитета, Росгвардии, полиции, Роспотребнадзора и Комитета по по контролю за имуществом в барах, отметившихся на Карте. Правоохранители взяли штурмом бар Commodore на улице Рубинштейна, задержали троих человек, забаррикадировавшиеся в помещении бара сотрудники были избиты ногами и дубинками. Издание «Фонтанка» также выложило видео, на котором видно, как силовики бьют людей в баре ногами и дубинками. Комментируя этот случай, вице-губернатор Петербурга Евгений Елин заявил, что силовики применили силу из-за того, что их не выпускали из бара, и добавил, что «насилие для рестораторов в отношении жителей неприемлемо», а вот «со стороны полиции насилие — это обязанность».
Тем не менее, 9 декабря, спустя сутки, губернатор Санкт-Петербурга согласился на диалог, которого добивались участники акций неповиновения, и после встречи с Арамом Мнацакановым согласился смягчить ограничения при улучшении эпидемиологической обстановки. Вечером 10 декабря, после встречи руководителя прокуратуры Петербурга Сергея Литвиненко и вице-губернатора Евгения Елина с представителями крупнейших ресторанов города, на сайте движения Коновалова было вывешено объявлении о закрытии доступа к карте, само движение «Карта сопротивления» с этого момента стало именоваться «Картой объединения». Константин Савченко («Базара нет») и Николай Корсаков (бар «Поднебесная») отмечали, что прервать молчание властей и добиться реакции Беглова удалось только благодаря «Карте» и личной инициативе Коновалова, огласке проблемы, приведшей к началу диалога с властью:

До этого общественные организации в ресторанном секторе пытались поговорить, обивали пороги Смольного, но их никто не слышал… Наша задача заключалась в том, чтобы прорвать эту блокаду безмолвия власти по вопросу принимаемых мер. Эту задачу мы считаем выполненной.— Н. Корсаков
При этом и после описанных событий бары и рестораны участников барного сопротивления продолжили работать несмотря на неоднократные рейды Смольного, уличения в нарушении ковидного «законодательства», опечатывания заведений Роспотребнадзором. Рестораторы срывали пломбы и не платили наложенные штрафы.

#### Идеолог «QR-сопротивления»
После введения в январе 2022 года в Петербурге постановлением Беглова режима ковидных QR-кодов Александр Коновалов вновь выступил 5 января публично с заявлением, что считает требование Смольного проверять «вакцинные» сертификаты во всех организациях, кроме реализующих товары первой необходимости, незаконным — сегрегацией — и прикрепил список заведений, не требующих QR-коды у своих посетителей:

Для меня куриные коды это последний рубеж, отделяющий нашу страну от цифрового концлагеря. Поэтому мои заведения и заведения моих партнеров НИКОГДА НЕ БУДУТ СПРАШИВАТЬ КУАР-КОДЫ У ЛЮБИМЫХ КЛИЕНТОВ!— А. Н. Коновалов
11 января у возглавляемого Коноваловым нового движения появился свой сайт, на первой странице которого говорится: «На этой странице вы найдете список заведений Санкт-Петербурга, работающих без проверки QR-кода у своих любимых клиентов». Среди участников карты кафе и бары, кальянные, магазины, стоматологии, центры английского языка и другие учреждения. Часть этих заведений связана с Александров Коноваловым, часть совершенно независимы. Коновалов призвал других предпринимателей присоединяться к бойкоту и отметил, что на этот раз все добавляемые на карту заведения проверяются, всех участников списка специально обзванивают и уточняют, действительно ли они готовы в открытую не признавать требования властей города по проверке QR-кодов.
22 января Следственный комитет возбудил уголовное дело по статье 236 УК о нарушении санитарно-эпидемиологических правил в отношении 20 баров, сотрудники которых не проверяли QR-коды и работали по ночам, а на следующий день Росгвардия опечатала все эти заведения, чьи владельцы примкнули к «QR-сопротивлению», выставив по 2 — 3 силовика у дверей каждого из них. В отношении 103 физических и 32 юридических лиц составлены административные протоколы.
25 января в 13:40 около дома 20 по улице Рубинштейна собралось несколько сотен жителей Петербурга, представители СМИ, юристы, представители общественности. Коновалов на импровизированной «пресс-конференции» около опечатанных на незаконных основаниях (отсутствуют решения судов о запрете допуска собственника в его помещение) вместе с личными вещами сотрудников барах, часть из которых находится в частной собственности, повторил свои основные тезисы относительно происходящих событий: «Проверка QR-кода является сегрегацией. Мы этому не подчиняемся и подчиняться не будем. Понятия QR-код нет в правовом поле. Постановление губернатора — акт исполнительной власти». Собственник одного бара «Noir», предъявив свидетельство о собственности, подошёл к силовикам и поинтересовался, почему он не может попасть в помещение, в котором остались личные вещи сотрудников, коих при опечатывании бара просто выбрасывали на улицу без личных вещей и забирали телефоны. В ответ люди в масках предложили собственнику обращаться со всеми вопросами в Следственный комитет. Корреспондент «Фонтанки» в ответ на аналогичный вопрос, почему хозяин заведения не может в него попасть, был переадресован в пресс-службу ГУ МВД. Собственники заведений подали заявления в прокуратуру и другие службы о привлечении виновных по статьям 286 и 330 УК РФ («Превышение должностных полномочий», «самоуправство»). Александр Коновалов также заявил, что намерен продолжать бороться исключительно мирными способами, при этом он сам готов понести наказание, если на то будет решение суда.
28 января Александр Коновалов был взят под арест по обвинению в посредничестве в даче взятки должностному лицу осенью 2021 года, когда А. Н. Коновалов в статусе адвоката якобы стал посредником при передаче взятки сотруднику полиции 28 отдела полиции по показаниям управляющей антикафе «Пакман» на Вознесенском проспекте Бесовой Ю. С., данным под давлением и угрозами ликвидации её бизнеса в условиях допроса в ночное время в нарушение ч. 3. ст. 164 УПК РФ — от которых она, будучи отпущенной даже без подписки о невыезде, отказалась от показаний как данных под давлением; не дали показаний против Коновалова и сотрудники полиции 28-го отдела, которым он якобы передавал взятку. Пока Коновалова вели из его дома к полицейской машине, арестованный громко заявил: «Я невиновен. Пусть петербургские бары не бросают бороться с QR-кодами». Непосредственно из дома после проведённого в нарушение законодательства без решения суда обыска в доме в коттеджном посёлке «Белоостров» обладающего статусом адвоката А. Н. Коновалова и начатого — по словам адвоката Ивана Лялицкого — в отсутствие представителя Адвокатской палаты Ленобласти, а также в его офисе на ул. Рылеева, он был доставлен на допрос в Следственный комитет, а затем в тот же день на избрание меры пресечения прямо в Октябрьский районный суд Санкт-Петербурга, где против Коновалова было возбуждено уголовное дело по ч. 2 ст. 291.1 УК и судья Ирина Керро избрала меру пресечения Александру в виде заключения по стражу на срок 2 месяца до 27 марта 2022 года. Из зала суда Коновалов был отправлен прямо в СИЗО. Его сторонники собирают для суда нотариальные поручительства от граждан, стоимость которых каждому из предоставивших такой документ гарантирует компенсировать друг Александра Сергей Караваев.